# Iglesia de Santa Eulalia de Mérida (Santa Eulalia)
La iglesia de Santa Eulalia de Mérida es un edificio situado en la localidad española de Santa Eulalia, en la provincia de Álava.

## Descripción
El edificio se encuentra en la localidad española de Santa Eulalia, del municipio de Cuartango, perteneciente a la provincia de Álava, en la comunidad autónoma del País Vasco. Se menciona como iglesia parroquial del lugar en el séptimo volumen del Diccionario geográfico-estadístico-histórico de España y sus posesiones de Ultramar de Pascual Madoz, donde aparece descrita con las siguientes palabras: «igl. parr. (Sta. Eulalia), servida por un cura beneficiado de nombramiento del prelado». En el tomo de la Geografía general del País Vasco-Navarro dedicado a Álava y escrito por Vicente Vera y López, se dice lo siguiente: «Su parroquia, con tres anejas, está dedicada á Santa Eulalia; es de categoría rural de segunda clase y pertenece al arciprestazgo de Cuartango».